# 아에로포르트역
아에로포르트역(러시아어: Аэропорт)은 모스크바 지하철 자모스크보레츠카야 선의 역이다. 레닌그라드스키 거리에 위치하고, 역명은 모스크바 최초의 비행장인 호딘카 비행장에서 따온 것으로, 지금은 폐쇄되었다. 1938년 9월 11일 스베르들로프 광장에서 개장했다. 완전히 개방된 방식으로 건설되었으며, 모스크바 지하철 역의 두 번째 건물이다. 아에로포르트는 한국어로 해석하면 "공항"이라는 뜻이다.

## 역 주변
- 원광 한국학교(세종학당)
- 원불교 모스크바 교당